# Гатово

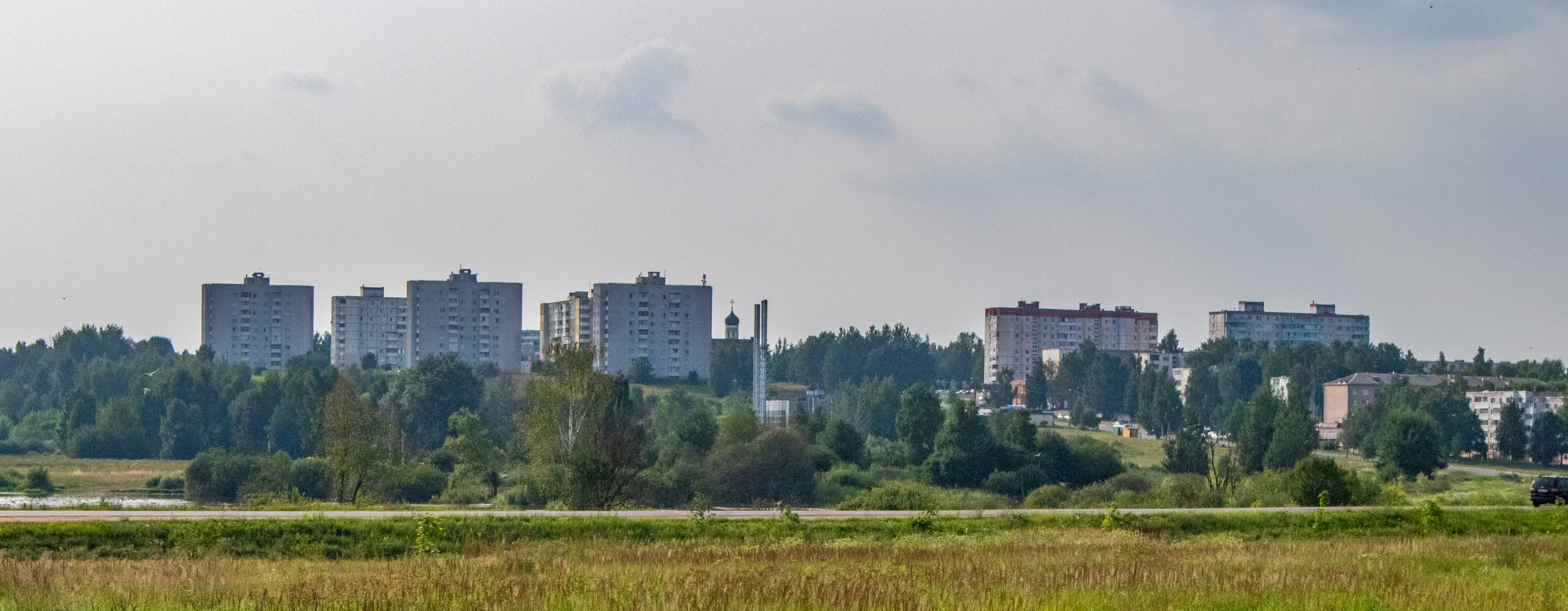
Панорама Гатово

Гатово (бел. Га́тава) — агрогородок в Минском районе Минской области Беларуси. Располагается в 8 км к юго-востоку от кольцевой автодороги Минска, входит в состав Новодворского сельсовета.

## История
Первое упоминание о деревне Гатово относится к 1494 году. Подробное описание деревни можно найти в инвентарях за 1567 год. В «Актах, издаваемых Виленскою комиссиею». — Т.14. «Инвентари имений XVI-го столетия» (Вильна, 1888) на страницах 355—364 напечатан «Инвентарь сел Гатово и Нового Двора в Минском повете, принадлежащих Кричовским старостичам Криштофу и Александру Николаевичам Служкам» (25 января 1590 года). Населенный пункт в разные периоды своей истории относился к владениям различных помещиков, а также Католической церкви и женского монастыря
В январе 1920 г. (во время Польско-советской войны) в Гатово прошёл съезд партизан.
В годы Великой Отечественной войны на территории Гатово действовал партизанский отряд.
В 1968 году рядом с деревней Гатово построен Минский завод «Вторчермет». После этого здесь началось строительство первых многоэтажных домов. Вторая волна строительства связана с кожевенным заводом, который начал свою работу рядом с поселком в 1988 году.
В 2010 году в поселке было закончено строительство двух девятиэтажных домов, а также заложен фундамент еще одного многоэтажного дома. Посёлок был преобразован в агрогородок. В 2022 году начато строительство многоквартирного дома по ул. Проектируемой, входящего в первый этап строительства и развития посёлка.
Часть поселка, находящаяся между многоэтажной застройкой и частным сектором, была разбита на участки, которые Новодворский сельсовет распределил между нуждающимися в улучшении жилищных условий .
Генпланом развития Минска до 2030 года предусмотрено включение в городскую черту деревни Новый Двор. Таким образом, черта Минска будет пролегать в 1-2 км от поселка. Рядом с поселком также пройдет новая трасса, связывающая Минск и Гомель.
Генеральный план развития поселка Гатово до 2030 года предусматривает увеличение численности населения до 15 тыс. человек, в 2014 году население составляло около 12 тыс. человек, продолжение многоэтажной застройки в левой части поселка (прилегающей к железной дороге) и развитие коттеджной застройки в правой части поселка. В связи с увеличением населения в план заложено строительство еще одной школы, детского сада, рекреационной зоны со стадионом, новой, более мощной, котельной.

## Население и социальная инфраструктура
На 1997 год население его составляло 7791 житель. По состоянию на 2009 год — около 8 тысяч жителей (данные предоставлены в устной форме на обсуждении генерального плана развития поселка).
По состоянию на 2022 год население составляет 14 557 жителей. Данные предоставлены в официальных источниках администрации Минского района.
Поселок состоит из частного сектора — агрогородка Гатово, а также многоэтажной (5- и 9-этажные кирпичные и каркасно-блочные дома) застройки. К поселку примыкает промзона, где расположены крупные белорусские предприятия.
Социальная инфраструктура поселка достаточно развита. В поселке есть школа, два детских сада, библиотека, отделение Беларусбанка, почтовое отделение, Дом быта. Ведётся строительство католического храма Архангела Михаила, также в посёлке есть православная церковь и баптистская религиозная община. Имеется амбулатория, хотя специалисты узкой направленности принимают только в Минской центральной районной больнице .

## География
Посёлок расположен на небольшой возвышенности с перепадами высоты, четко разделен на частный сектор и многоэтажную застройку. С восточной стороны поселок ограничен промзоной, с южной стороны — лесополосой и железнодорожной веткой, с запада и востока к поселку прилегают сельхозугодья.

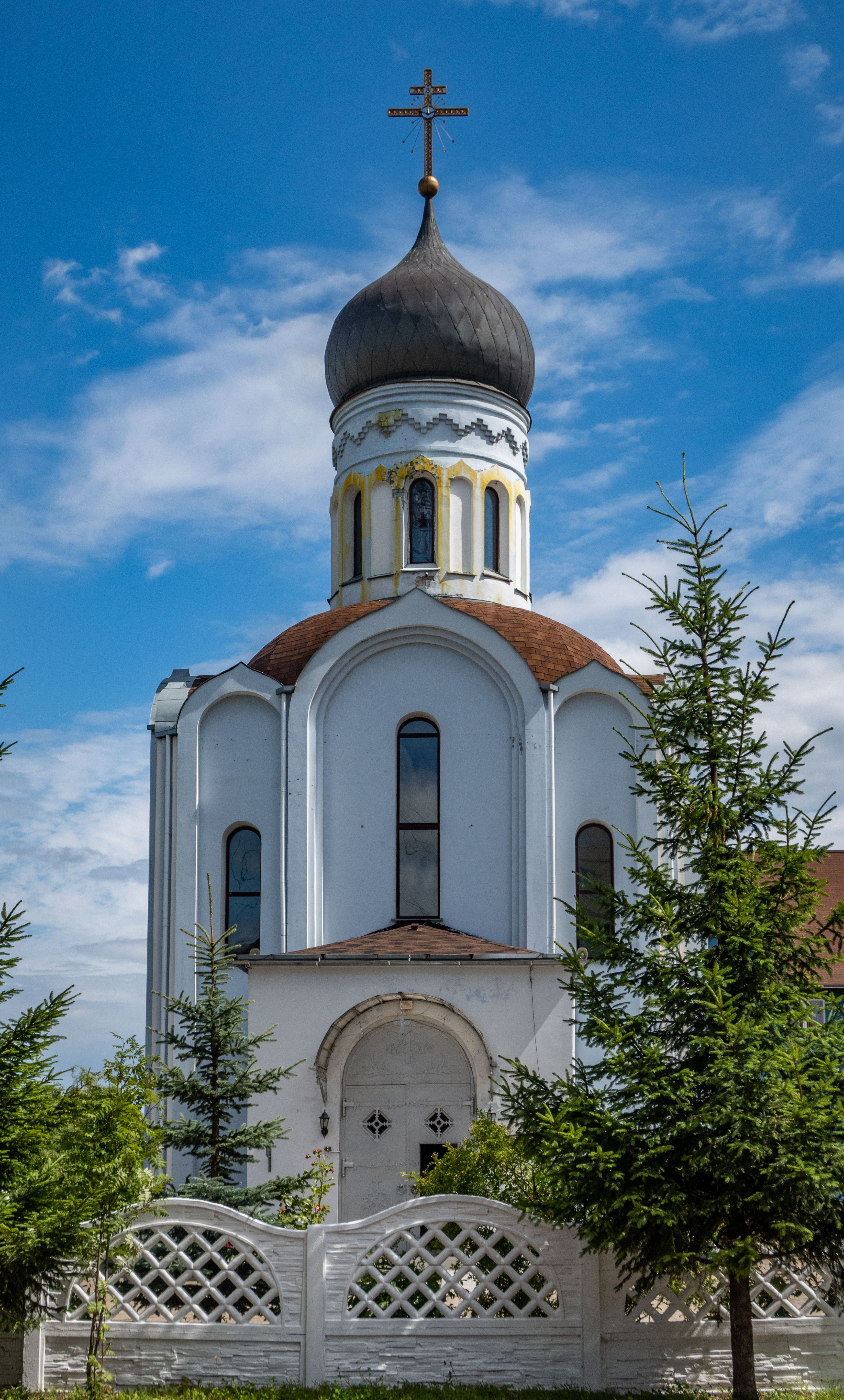
Храм Святого Духа в Гатово

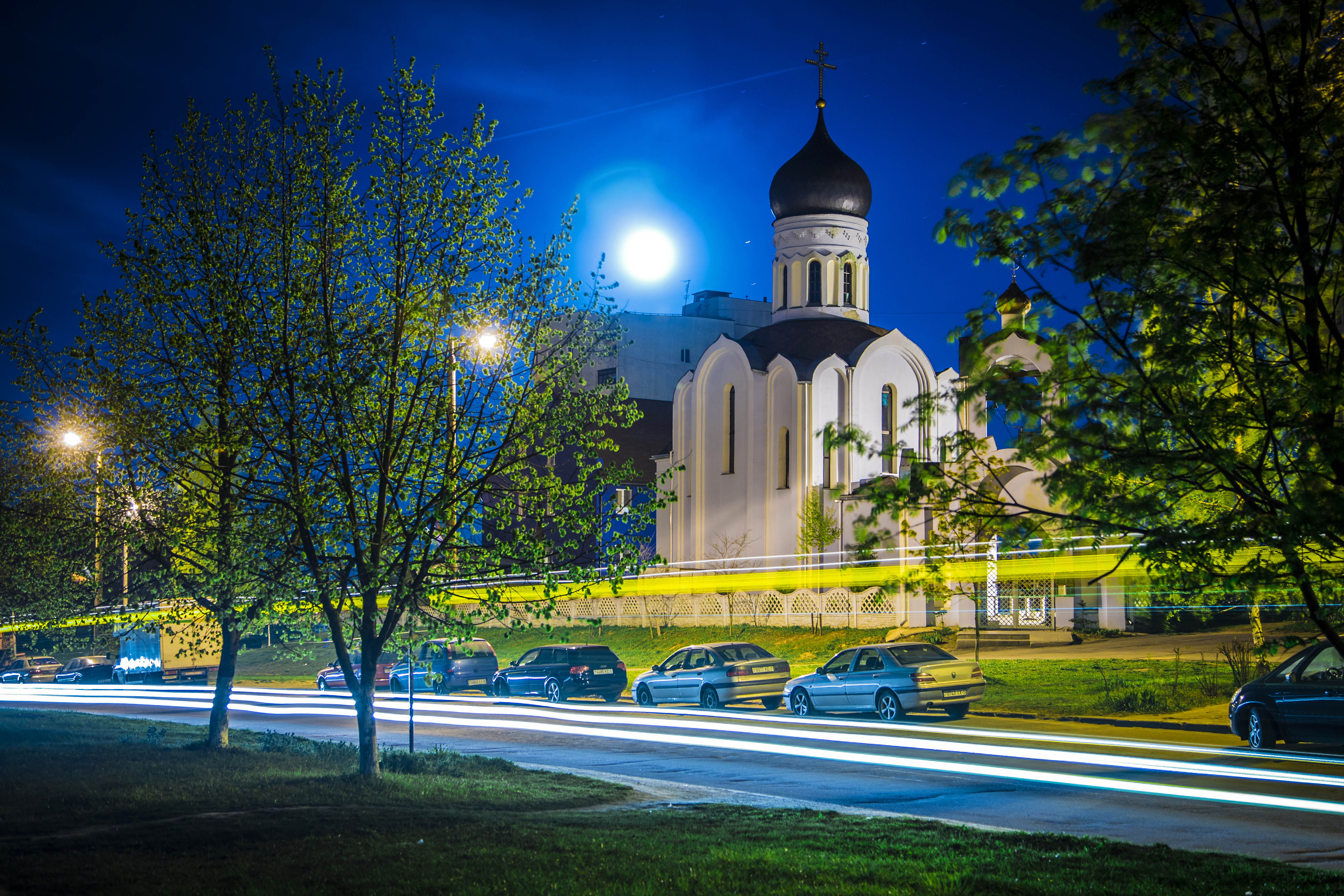
Храм Святого Духа в Гатово

## Экономика
Наиболее крупные предприятия:
- ОАО «Белвторчермет»
- ОАО «Минское производственное кожевенное объединение»
- КУП «ЖКХ Минского района»
- ИООО «Киилто-клей»
- Исакидис-Гранитес
- Кондитерская фабрика «Алвеста»

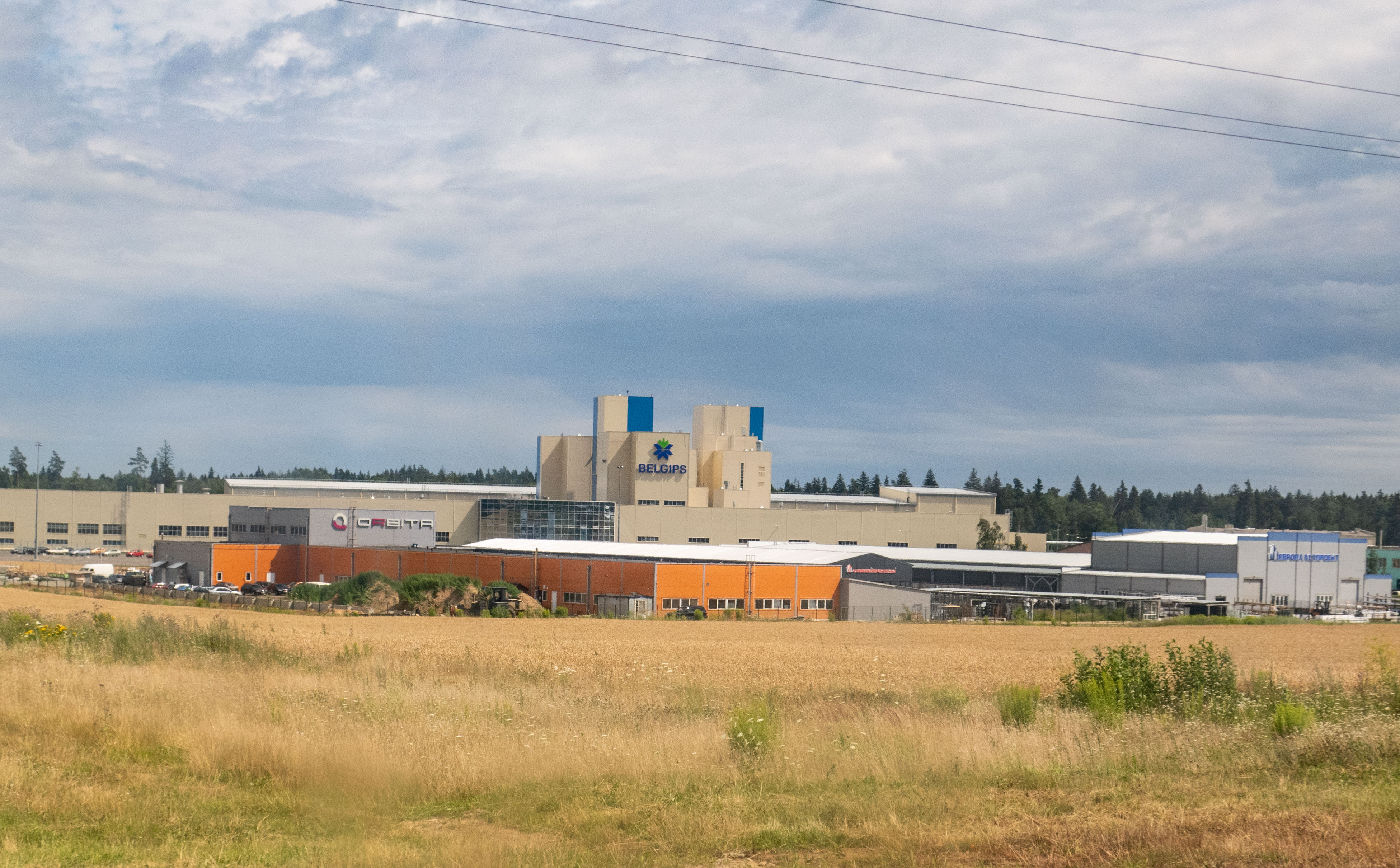
Новые корпуса завода «Белгипс»
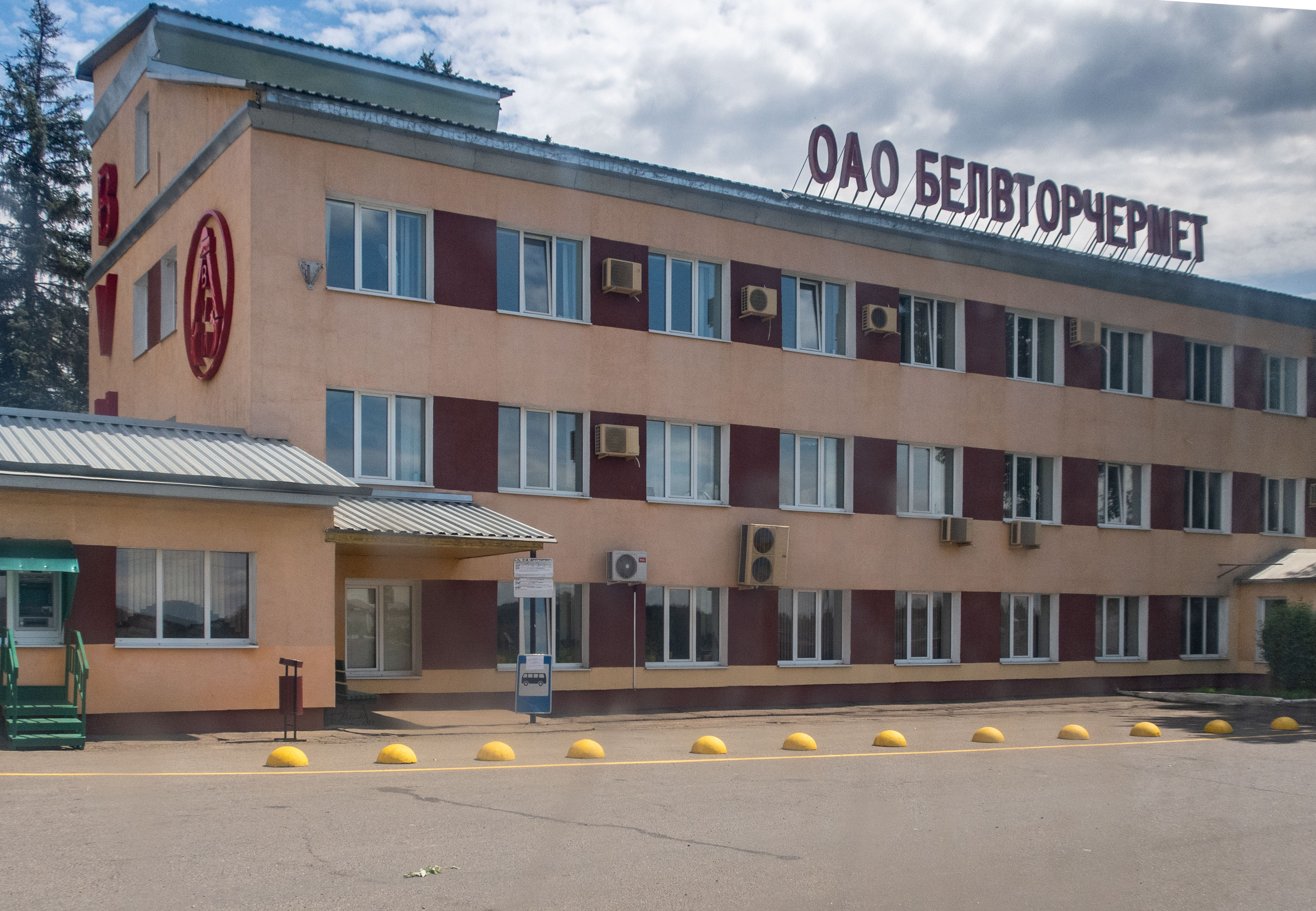
Заводоуправление ОАО «Белвторчермет»

## Транспортная система
Поселок связывают с Минском 5 городских автобусных маршрутов, 2 пригородных автобусных маршрута и 2 маршрута маршрутных такси.
Автобусы
1. 85с — ДС Дружная — пос. Гатово;
2. 108 — АС Автозаводская — пос. Гатово; (по будням)
3. 198 — ДС Чижовка — Гатово (через Пашковичи) (по выходным);
4. 108д — ДС Чижовка — Гатово;
5. 164 — АС Автозаводская — Гатово (через Пашковичи) (по будням);

Пригородные автобусы
1. 312 — Минск (ДС Чижовка) — Мацевичи; (2 — 3 раза в день)
2. 312а — Мацевичи — Минск (ДС Чижовка); (с заездом в Королищевичи 1 раз в день в одном направлении)

Маршрутные такси
1. 1054 — Вокзал — Пос. Михановичи
2. 1254 — Вокзал — Кайково (2 — 3 раза в день)[11].

Основной магистралью, проходящей через весь поселок, является ул. Металлургическая, оканчивающаяся транспортным кольцом. Дорожное покрытие на центральной улице недавно было обновлено, сделаны тротуары по обе стороны дороги и уличное освещение. Дорожное покрытие придомовых территорий отремонтировано и находится в хорошем состоянии.
Рядом с поселком проходит железная дорога в Осиповичском направлении (Осиповичи, Гомель, Украина). Ближайшие к поселку станции — о.п. Мачулищи и о.п. Асеевка — расположены вне пешей доступности жителей поселка.
Проект генерального плана развития Гатово предусматривает прокладку новых улиц: от улицы Металлургическая до ул. Бабушкина в Минске, вдоль южной границы агрогородка до железнодорожного остановочного пункта «Мачулищи». Это будет способствовать значительному улучшению транспортного сообщения с Минском.

## Достопримечательность
- Костёл Святого Михаила Архангела
- Свято-Духовская церковь
- Братская могила (1944 год) —  Историко-культурная ценность Республики Беларусь, шифр 613Д000323